# Keimzeit
Keimzeit is een Duitse band.

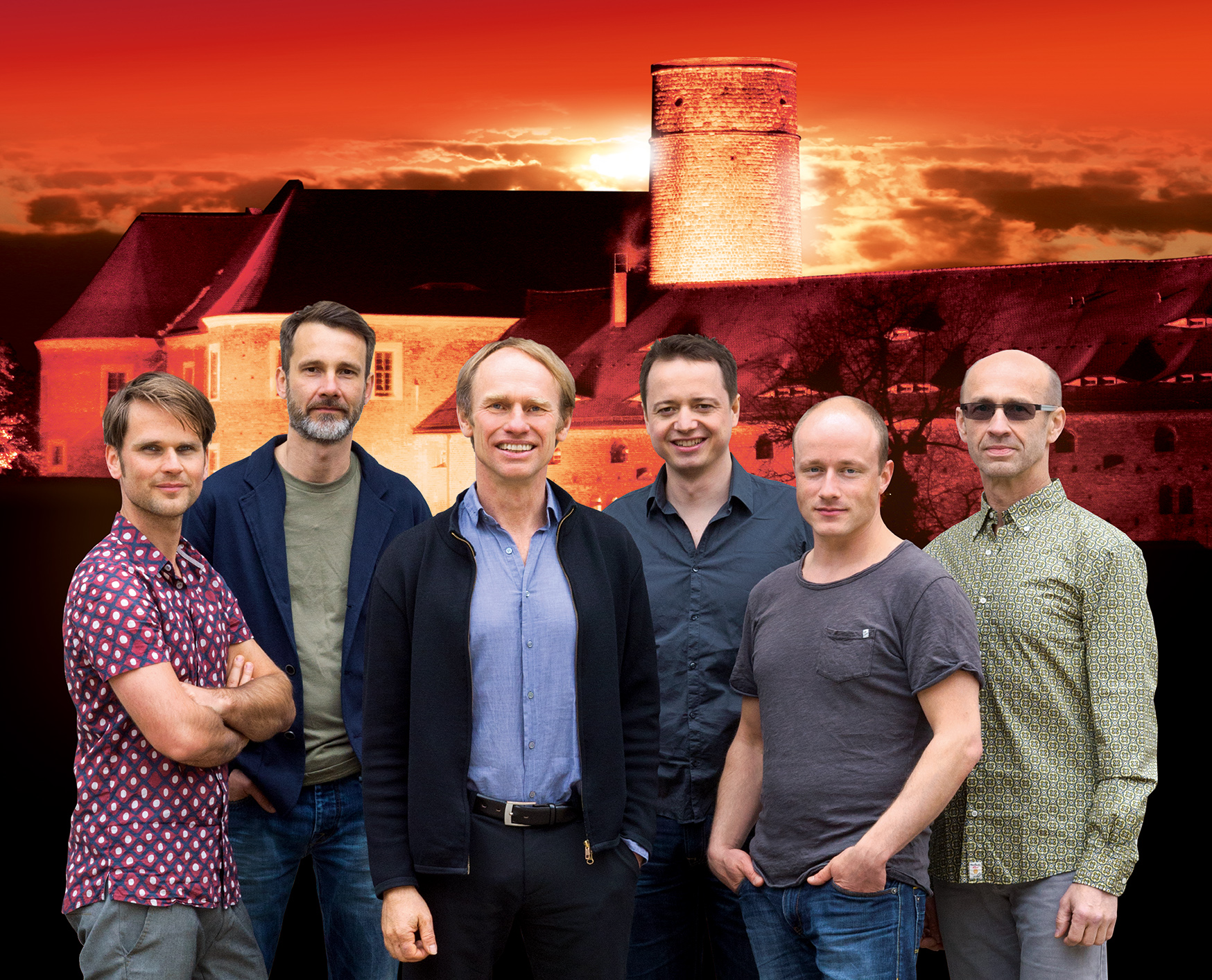
Keimzeit in 2014

In 1980 werd de band rond de zanger Norbert Leisegang in Potsdam (toenmalige DDR) opgericht onder de naam Jogger. Twee jaar later nam de band zijn huidige naam aan.
In eerste instantie speelde de band vooral op feesten en partijen in de omgeving van Potsdam. Na de val van de muur kreeg de band de kans een cd op te nemen en Duitsland wijd te toeren. Begin jaren negentig braken ze definitief door en hadden in 1993 hun grootste hit: "Klingklang"
De muziek van de band ligt makkelijk in het gehoor en heeft vaak een licht melancholieke ondertoon.
Vanwege hun afkomst wordt Keimzeit tot de zogeheten ostrock-bands gerekend.

## Bandleden
Op dit moment bestaat de band uit:
- Norbert Leisegang (zang)
- Hartmut Leisegang (basgitaar)
- Roland Leisegang (drum)
- Rudi Feuerbach (gitaar)
- Andreas Sperling (keyboard)
- Ralf Benschu (saxofoon)

## Discografie
- Privates Kino, 2005
- 1000 Leute wie ich, 2002
- Das Beste bis jetzt, 	2002
- Smart und gelassen warten, 2000
- Im elektromagnetischen Feld, 1998
- Nachtvorstellung, live, 1996
- Primeln und Elefanten, 1995
- Bunte scherben, 1993
- Kapitel 11, 1991
- Irrenhaus, 1990